# Reginald Ernest Moreau
Pour les articles homonymes, voir Moreau.
Reginald Ernest Moreau est un ornithologue amateur britannique, né en 1897 à Kingston-upon-Thames et mort en 1970.

## Biographie
Après ses études, il entre, en 1914, dans l’administration et sert en Grande-Bretagne et en Égypte. Il sert dans le service de recherche agricole coloniale de 1928 à 1946 à Amani, Tanganyika. Moreau consacre ses loisirs et sa retraite à l’ornithologie. Il devient l’éditeur de la revue Ibis de 1947 à 1960 et travaille pour l’Edward Grey Institute d’Oxford de 1947 à 1966. Son livre, The Palaearctic-African bird migration systems, est complété après sa mort par James F. Monk. Moreau est l’auteur de très nombreuses observations qu’il réalise en Afrique.

## Source
- (en) Courte biographie sur Archives Hub